# 尹約 (明朝進士)
尹約（？—？），字一之，山東兖州府平陰縣人，民籍，明朝政治人物。

## 生平
嘉靖三十四年（1555年）乙卯科山東鄉試第五十三名舉人。嘉靖三十八年（1559年）中式己未科會試第二百七十一名，三甲第一百七十八名進士。

## 家族
曾祖尹彛，府通判；祖父尹惟能，縣丞；父尹獻可，母李氏。慈侍下。